# Cross-quarter day

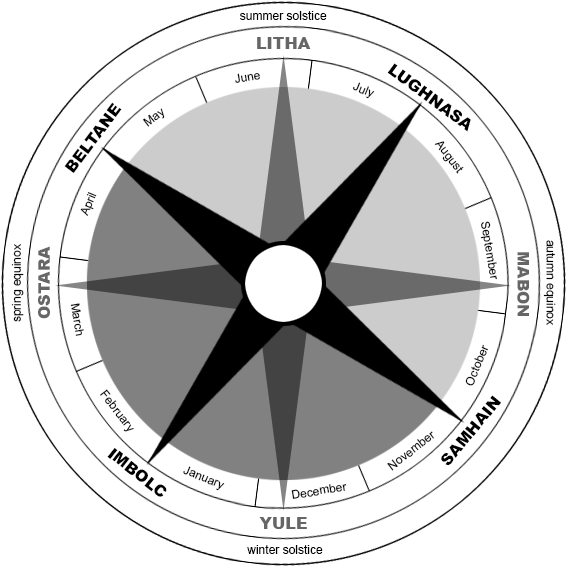
Ruota dell'anno con la collocazione dei quattro Sabbat maggiori.

Un cross-quarter day è un giorno che cade circa a metà tra un equinozio (di primavera o d'autunno) ed un solstizio (d'estate o d'inverno). Nel caso del 1º febbraio, ad esempio, tale data si viene a collocare tra il solstizio d'inverno (21 dicembre), la notte più buia dell'anno, e l'equinozio di primavera (21 marzo), in cui il giorno e la notte hanno la stessa durata; in termini simbolici, dunque, è il momento di mezzo tra l'oscurità invernale e una condizione di equilibrio. Questi giorni hanno origine come feste pagane nell'Europa settentrionale e nelle isole britanniche, e sopravvivono in epoca moderna come festività neopagane. I cross-quarter days segnano tradizionalmente l'inizio di primavera, estate, autunno e inverno e sono rispettivamente:
- Imbolc (1º febbraio)
- Beltane o Beltain (1º maggio)
- Lughnasadh o Lammas (1º agosto)
- Samhain (1º novembre)

Assieme ai solstizi e agli equinozi (Yule, Ostara, Litha, e Mabon), formano le otto festività solari della ruota dell'anno neopagana. Vengono spesso celebrate nella sera del giorno prima.
Esistono feste cristiane e secolari che corrispondono all'incirca ad ognuno di questi quattro giorni, e alcuni sostengono che trarrebbero origine come adattamento delle feste pagane, anche se questo è materia di discussione. Le feste corrispondenti sono:
- Presentazione del Signore e Giorno della marmotta (2 febbraio)
- Notte di Walpurgis (30 aprile) e Primo maggio (1º maggio)
- Lammas (1º agosto)
- Halloween (31 ottobre), Tutti i Santi (1º novembre) e Commemorazione dei defunti (2 novembre)